# Хаккой
Хаккой (чеч. Хьакка, Хьакка-г1ала, Шуьйта, Шуьйта г1ала) — село в Шатойському районі Чеченської республіки.

## Географія
Село розташоване на лівому березі річки Аргун.
Найближчі населені пункти: на півночі — село Великі Варанди, на південному сході — село Шатой, на півдні — село Вашиндарой, на заході — село Сюжі.

## Історія

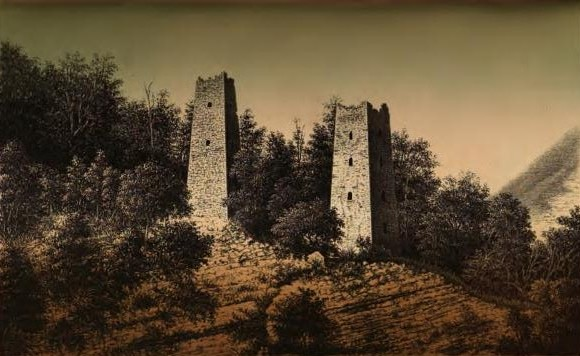
Вежі Хьаккой до 1868 р

Чеченський Тайпей Хьаккой відноситься до Тукхуму Шуотой. Багато авторів ототожнюють Хьаккой і Шуотой як одне ціле.
Хьаккойці більш ніж тисячі років тому заселили простір званий Хьаккой-Мохк в Аргунській ущелині і мають всі символи і ознаки чистого чеченського Тайпейа — баштові комплекси, територію, гірську систему Хьаккой-лам, яка охоплює простір від села Шатой до села Дачу-Хорта, між річками Чанта-Аргун і Шаро-Аргун, до їх злиття.